# Ficus callosa
Ficus callosa är en mullbärsväxtart som beskrevs av Carl Ludwig von Willdenow. Ficus callosa ingår i släktet fikonsläktet, och familjen mullbärsväxter. Inga underarter finns listade i Catalogue of Life.

## Bildgalleri

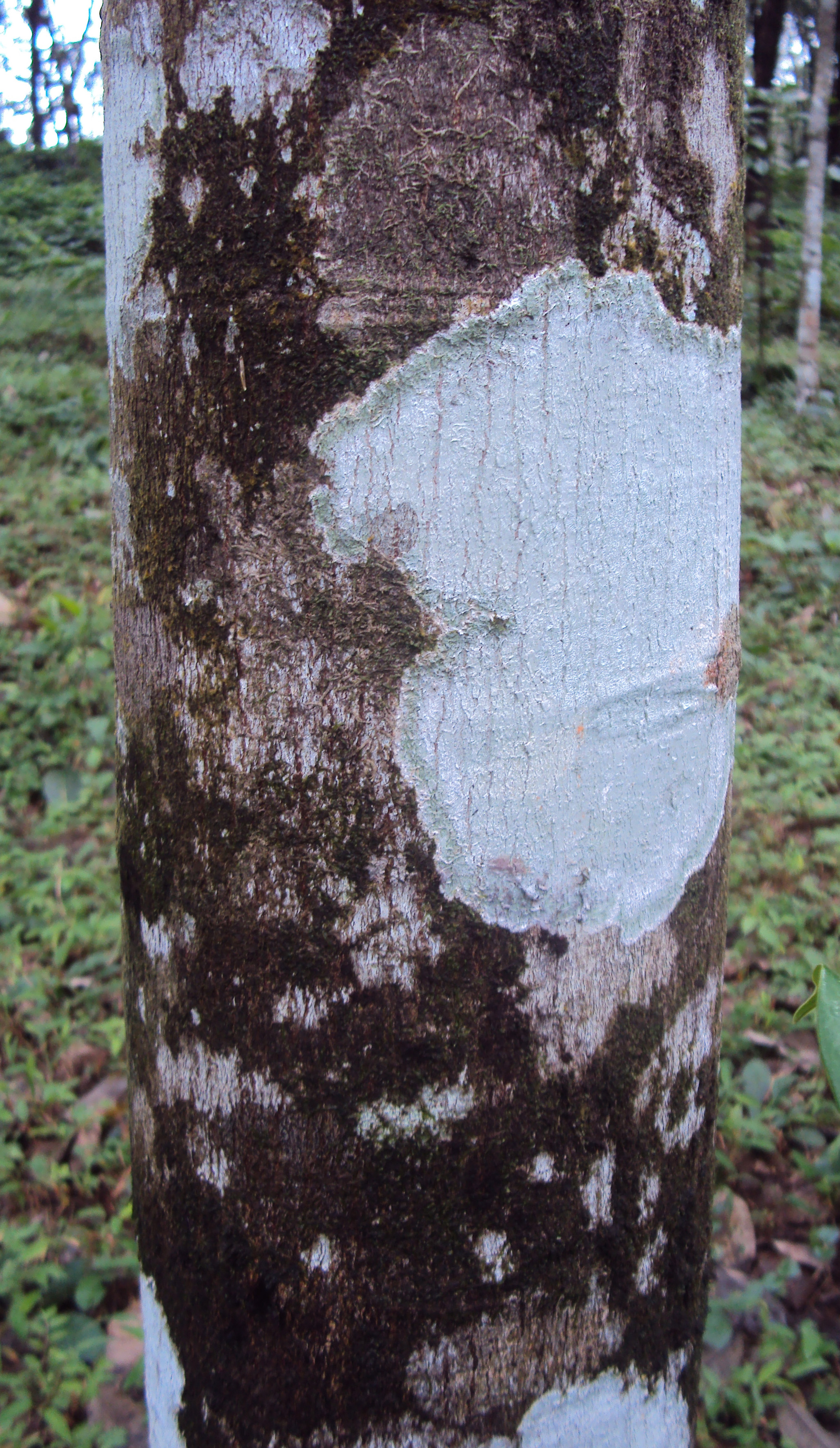
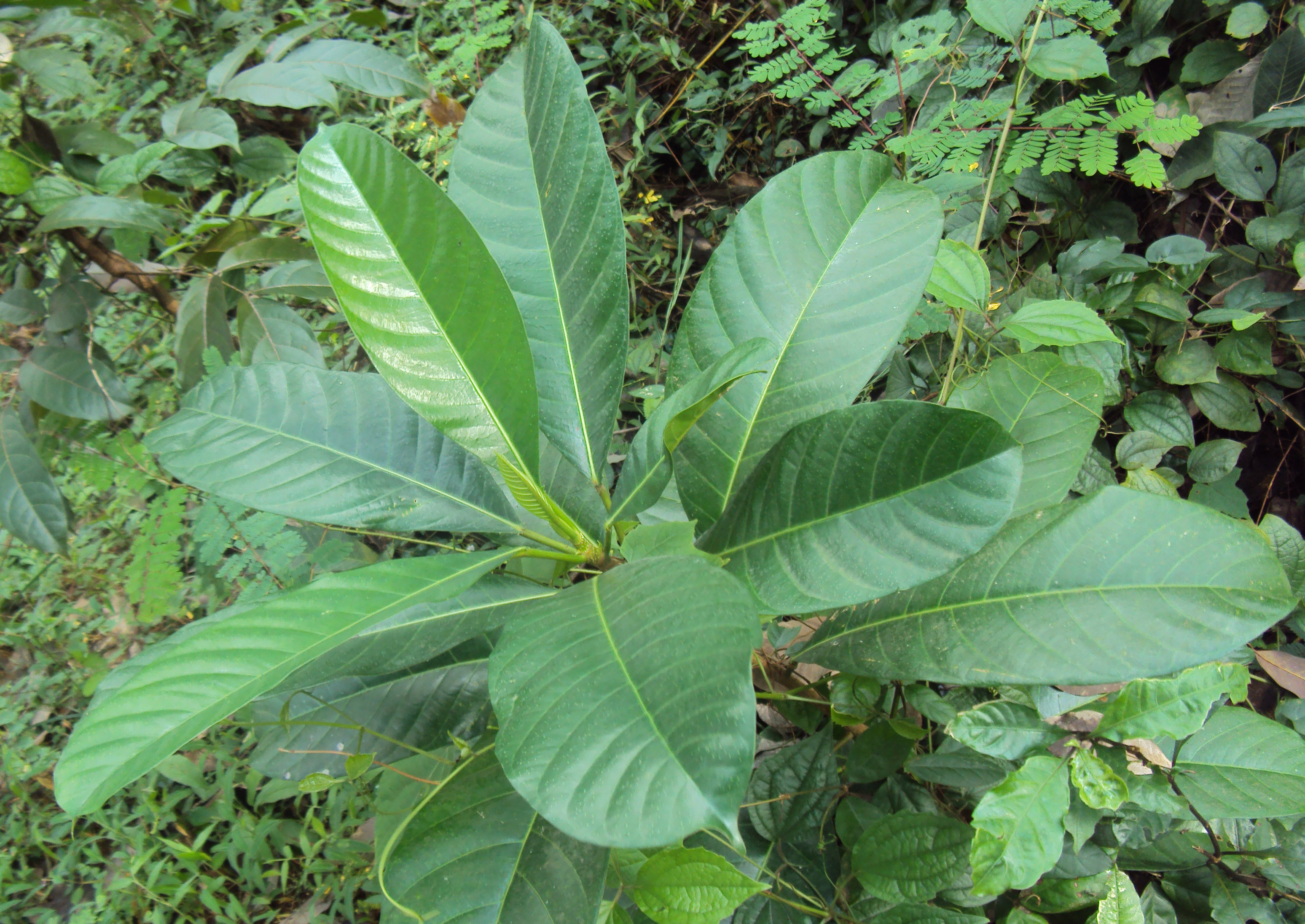
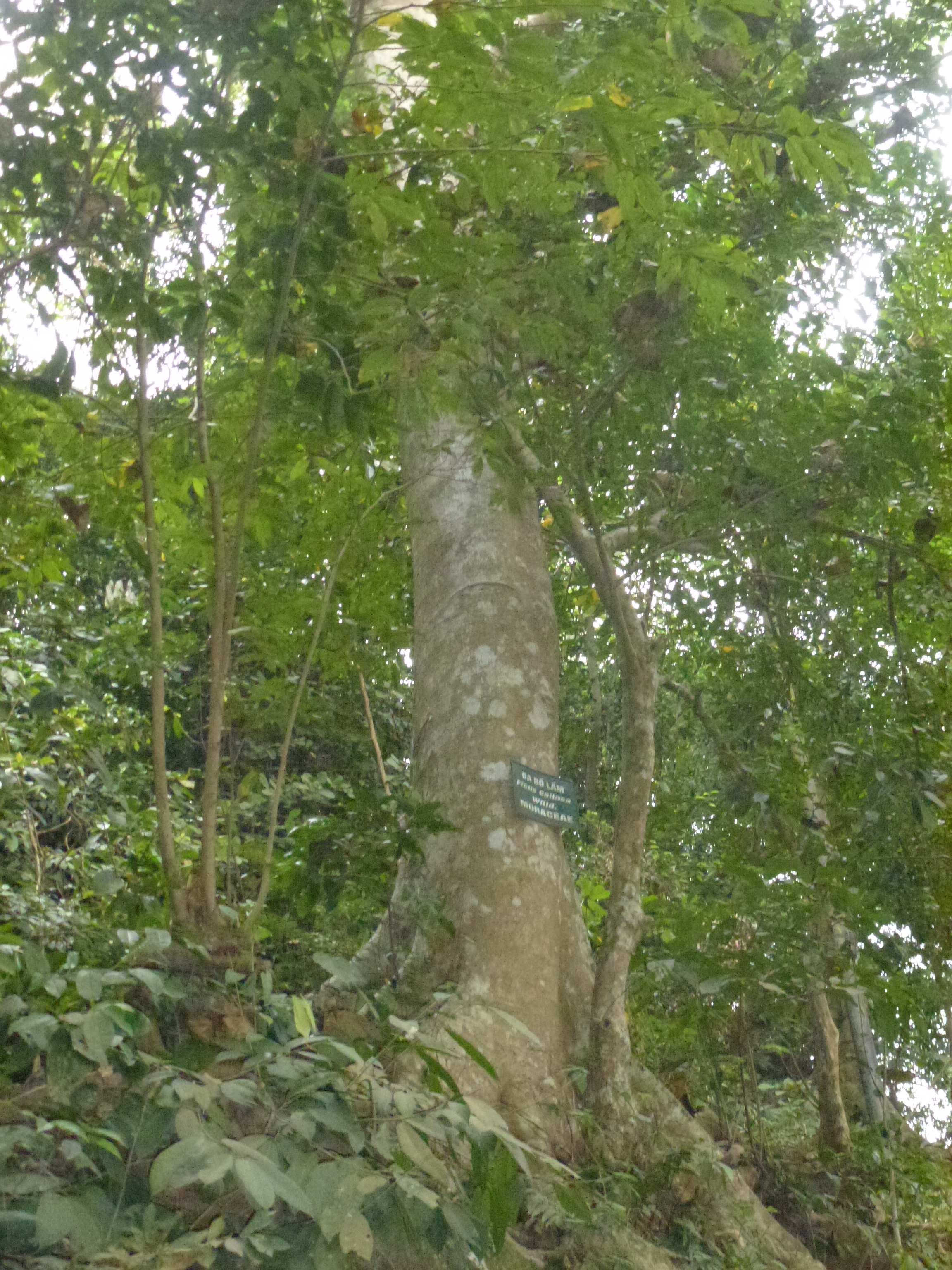
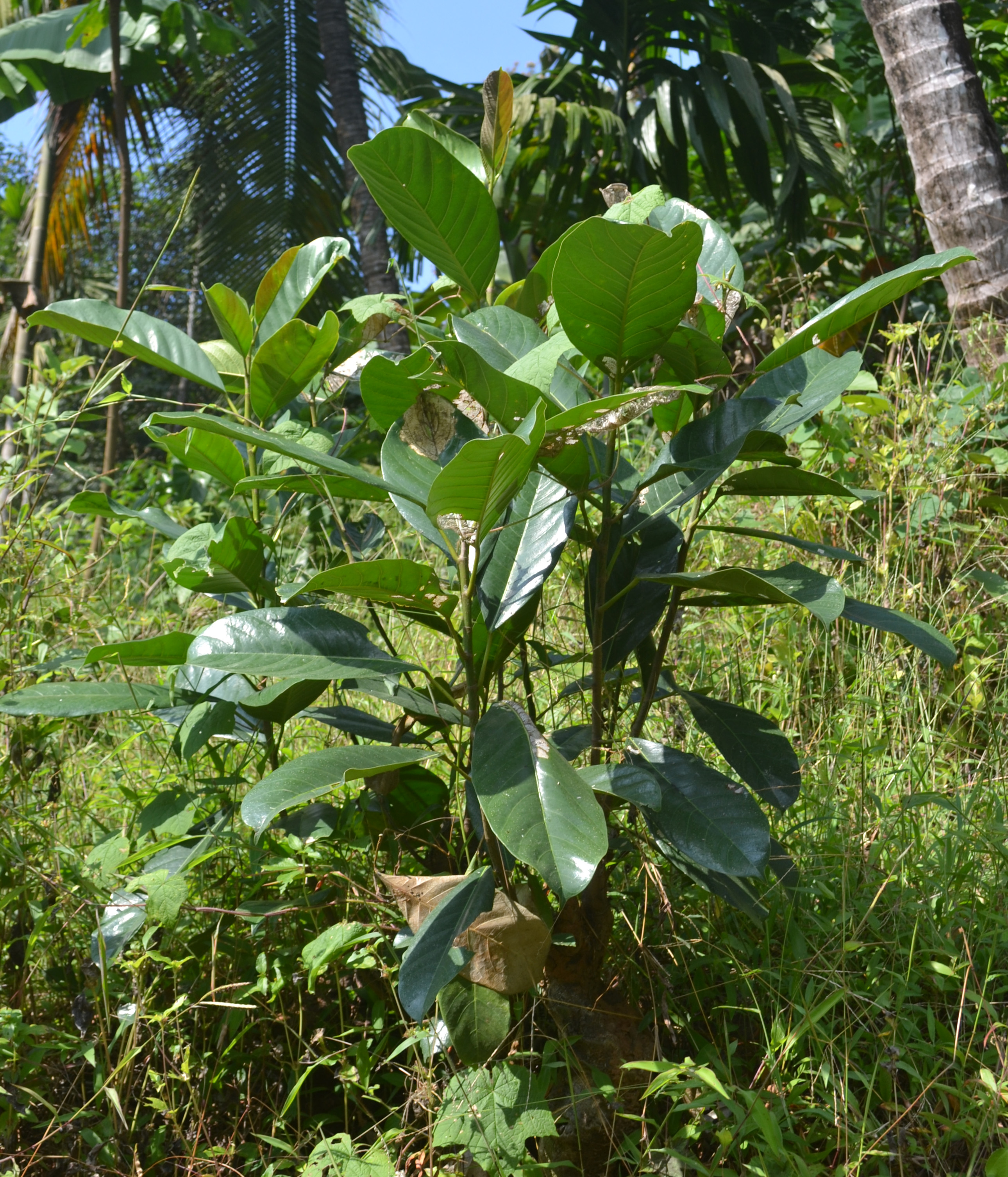